# Orquesta Escuela Carlos Chávez
La Orquesta-Escuela Carlos Chávez es una agrupación musical que integra a jóvenes de México de 17 a 30 años de edad. Forma parte del Sistema Nacional de Fomento Musical del Conaculta, está apoyada por el Fondo Nacional para la Cultura y las Artes del país y funciona como un proyecto de "orquesta-escuela", un espacio de aprendizaje para músicos que inician su carrera.

## Historia
Tanto la Orquesta-Escuela Carlos Chávez como la Orquesta Sinfónica Infantil de México tuvieron su origen en la participación de Eduardo Mata como director huésped de la Orquesta Sinfónica Simón Bolívar de Venezuela a mediados de los años ochenta, de donde tomaron aprendizajes para implementar en México. Este proyecto, conocido como "El Sistema", tiene como objetivo el mejoramiento social mediante la enseñanza y la práctica musical. Luego de diversos intercambios artísticos posteriores entre ambas naciones, en 1989 los maestros Fernando Lozano y Manuel de la Cera fundaron la antes llamada Orquesta Sinfónica Juvenil Carlos Chávez ahora Orquesta Escuela Carlos Chávez nombrándola así en honor al afamado compositor y director de orquesta mexicano. En 1996 la asociación Coros y Orquestas Juveniles de México A.C., que había impulsado el modelo de educación musical de estas y muchas agrupaciones más, se convirtió en el Sistema Nacional de Fomento Musical del Conaculta.

## Sistema pedagógico
La orquesta tiene una licenciatura como instrumentista, en la cual quienes integran la orquesta tienen clases, talleres y clases magistrales con músicos de diversa formación y experiencia, permitiendo el intercambio de experiencias y aprendizajes de forma activa. Es además el destino de muchas y muchos músicos provenientes del sistema de orquestas de México y de la Orquesta Sinfónica Infantil de México. 